# Simon Makkabeus
Simon Makkabeus (vagy Simon Hasmóneus vagy Szimón Thasszi; héberül: שמעון ; ? – i. e. 135) a zsidó makkabeus felkelés vezetője, majd a függetlenedő Júdea fejedelme, jeruzsálemi főpap. Ő alapította a Hasmóneus-dinasztiát. A Thasszi melléknév jelentése "bölcs", "iránymutató", "vezető".

## A felkelés vezéreként

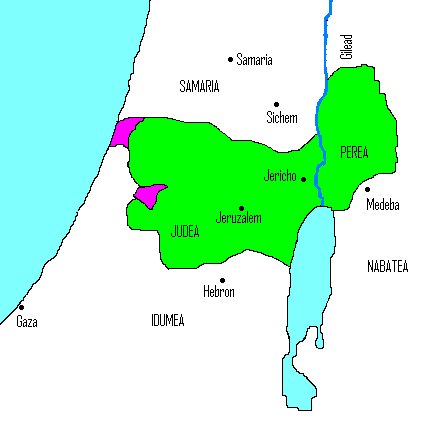
A Hasmóneus Királyság Simon Makkabeus idején
zöld: i. e. 143-ban; rózsaszín:meghódított városok

Simon jelentős szerepet vállalt a makkabeus felkelésben, amelyet fivérei vezettek: előbb Júdás, majd annak halála után Jonatán. A Szeleukida Birodalomban (amelynek ekkor Júdea a része volt) belháború dúlt és a felek igyekeztek megnyerni maguknak a jelentős katonai erő fölött rendelkező makkabeusokat. A gyerekkorú trónkövetelő VI. Antiokhosz nevében hadvezére, Diodotosz Trüphón megerősítette Jonatán jeruzsálemi főpapként, Simont pedig kinevezte a föníciai és palesztinai tengerpart katonai parancsnokává (sztratégoszává) Türosztól egészen az egyiptomi határig. Ebben a minőségében Simon elfoglalta Bet-Cur és Joppe városát és zsidó helyőrséget helyezett el bennük.
Később Diodotosz Trüphón magát kiáltotta ki királlyá és mivel tartott a túlságosan megerősödött Jonatántól, csellel elfogatta őt. A nép ekkor Jeruzsálemben Simont választotta meg vezetőjéül, aki megerősítette a város, valamint Joppe védelmét. Diodotosz Trüphón benyomult Júdeába, de Simon jelentős sereggel Adidánál elállta az útját. A szeleukida vezér erre követeket küldött hozzá, és azt állítva hogy csak pénzügyi vitája volt Jonatánnal, felajánlotta hogy elengedi őt ha fizetnek száz ezüsttalentumot, valamint elküldik hozzá Jonatán két fiát túsznak. Simon sejtette, hogy rá akarja szedni, de nem akarta hogy ő legyen a felelős fivére haláláért, ezért elküldte a pénzt és a túszokat. Ahogyan sejtette, Trüphón megtartotta a váltságdíjat, de Jonatánt így is kivégeztette.

## A zsidók fejedelme
Simon, aki így a zsidók egyedüli vezére maradt, i. e. 142-ben követséget küldött Diodotosz Trüphón ellenfeléhez, II. Démétriosz királyhoz, szövetséget ajánlva és adómentességet kérve tőle. A király ezt biztosította számára, ezzel Júdea (bár formálisan a Szeleukidák vazallusaként) gyakorlatilag önállóvá vált, élén a Hasmóneus-dinasztiát megalapító Simonnal, aki fejedelemsége mellett betöltötte a jeruzsálemi főpapi tisztséget is.
Simon egyik első tette az volt hogy ostrommal bevette Gezert és zsidó helyőrséget helyezett el benne, valamint leváltotta Jeruzsálem helyőrségét is. Ezután fiát Jánost (Jóhánánt) kinevezte a haderő parancsnokává.
I. e. 139-ben követséget küldött Rómába és Spártába és megújította a még Jonatán által megkötött barátsági szerződést. Ugyanebben az évben II. Démétriosz keleti hadjáratán a pártusok fogságába esett, két évvel később pedig öccse, VII. Antiokhosz legyőzte és megölette Diodotosz Trüphónt. Bár Simon pénzt és segédcsapatokat küldött neki, hogy segítse a trónbitorló ellen, Antiokhosz visszakövetelte Joppét és Gezert. Simon nem volt hajlandó visszaadni a városokat, csak száz talentumot ajánlott fel ellentételezésül. Antiokhosz ezért utasította egyik hadvezérét, hogy törjön be Júdeába. Simon hajlott kora miatt fiaira, Jánosra és Júdásra bízta a hadsereg vezetését, akik sikeresen kiűzték a szeleukidákat, bár Júdás megsebesült a harcokban.

## Halála
I. e. 135 februárjában Simon veje és Jerikó kormányzója, Ptolemaiosz (aki magának akarta a fejedelemséget) meghívta őt és fiait egyik erődjébe, ahol lakomát rendezett a számukra. Amikor a fejedelem lerészegedett, megölette őt és két fiát, Júdást és Mattateust. Ezután katonáit Jeruzsálembe küldte, valamint Gezerbe, ahol János tartózkodott, hogy őt is megöljék. Jánost azonban időben figyelmeztették és elfogatta az ellene küldött embereket. Apja egyetlen életben maradt fiaként ő vette a fejedelemséget és a főpapi tisztséget is. Ptolemaioszt azonban nem tudta elfogni, mert az túszként magánál tartotta az anyját és hadserege is fel volt oszlatva (a hagyomány miatt, miszerint minden hetedik évben pihenni küldték a katonákat).